# 質子自旋危機
質子自旋危機（英語：Proton spin crisis），有時稱作「質子自旋之謎」，是1987年的一次實驗促成的理論危機，該實驗試著測定質子自旋的組成結構，由歐洲μ子共同研究（EMC）實施。
物理學家預計夸克會完全負擔質子的自旋。然而，夸克所承擔的質子自旋不只是遠遠低於100%而已，實驗結果一致顯示夸克幾乎沒有負擔質子的任何自旋。這令人驚訝與費解的結果被稱為「質子自旋危機」。

## 背景
關鍵問題是核子自旋是如何分散在其組成部分子（夸克與膠子）上的。物理學家原本預計夸克會完全負擔核子的自旋。
根據量子色動力學，質子是由兩個「上夸克」、一個「下夸克」、膠子與或可能存在的成對的夸克和反夸克所組成。這項基本假設是由於質子是穩定態，維持於盡可能低的能階。因此，夸克的波函數預計要與
S波成球面對稱，在空間上不會作用到角動量。質子與它的每一個夸克一樣，是一個自旋1/2的粒子。因此，假設其中兩個夸克具有相反的自旋，則第三夸克的自旋就與質子自旋相互平行。

## 實驗
在該次EMC的實驗中，一個極化質子目標的夸克被極化μ子射線所擊中，以測量夸克的瞬間自旋。在極化質子目標上，質子的所有自旋都採取相同的方向，因此預計三個夸克的其中二者的自旋互相抵消，而第三夸克的自旋受質子自旋之方向極化。從而，夸克自旋之總和預計與質子自旋相等。
然而，在EMC的實驗中卻發現，以質子自旋方向自旋的夸克數量，與以質子自旋反向自旋的夸克數量幾乎相同。這就是質子自旋危機，往後的實驗也得到類似的結果。

## 近期研究
一項2008年的研究顯示過半的質子自旋都是出於其夸克的運動，而其他自旋則是由夸克的空間角動量所產生。此研究使用相對論效應再加上其他量子色動力學的性質來解釋如何歸結出整體空間角動量，而此量與實驗數據一致。2014年相對論重離子對撞機（RHIC）已經開始測量膠子的貢獻，並努力提高精準度。
近期實驗結果揭示了關於夸克與膠子這些物質組成的基石，對於質子自旋之貢獻的新見解。

## 外部連結
- 夸克的自旋決定其在質子中的位置 （页面存档备份，存于）